# Franz Sodomka
Franz Sodomka (* 1. November 1922; † 12. Juli 1980 in Wien) war ein österreichischer Politiker (SPÖ) und Bundesangestellter. Sodomka war vom 5. November 1949 bis zum 6. Oktober 1951 Abgeordneter zum Landtag von Niederösterreich. Zudem war er von 1948 bis 1949 Stadtrat in Mistelbach und bis 1950 Beirat des aufgelösten Gemeinderates.